# Tessiera hexasepala
Tessiera hexasepala är en måreväxtart som först beskrevs av Attila L. Borhidi och Lozada-pérez, och fick sitt nu gällande namn av R.M.Salas och Elsa Leonor Cabral. Tessiera hexasepala ingår i släktet Tessiera och familjen måreväxter. Inga underarter finns listade i Catalogue of Life.